# 2006年のアジアシリーズ
「KONAMI CUP アジアシリーズ 2006」（コナミカップ アジアシリーズ2006）は、2006年11月に開催された第2回アジアシリーズ。ヒルマン監督率いる北海道日本ハムファイターズが優勝。最優秀選手（MVP）にはダルビッシュ有が選ばれた。

## 大会概要
- 試合日程:2006年11月9日から11月12日まで
- 試合会場:東京ドーム
- 主催:日本野球機構
- 後援:読売新聞社
- 特別協賛:コナミ
- 試合の方式:アジアシリーズ#試合方式参照
- 賞金
  - 優勝チーム 5000万円
  - 準優勝チーム 3000万円
  - 第3位･4位チーム 1000万円
  - 最優秀選手 100万円

## 出場チーム
- 日本代表（日本シリーズ優勝）・北海道日本ハムファイターズ
  - 監督：トレイ・ヒルマン
  - コーチ：白井一幸、マイク・ブラウン、佐藤義則、山中潔、淡口憲治、平野謙
  - 投手：ダルビッシュ有、金村曉、ブラッド・トーマス、武田久、建山義紀、江尻慎太郎、八木智哉、MICHEAL、武田勝、岡島秀樹、伊藤剛、押本健彦
  - 捕手：髙橋信二、中嶋聡、鶴岡慎也
  - 内野手：小笠原道大、田中賢介、フェルナンド・セギノール（注）、田中幸雄、金子誠、木元邦之、川島慶三、稲田直人、飯山裕志
  - 外野手：糸井嘉男、稲葉篤紀、森本稀哲、紺田敏正
    - （注）パスポート更新が期間中に間に合わなかったため参加できず。
- 韓国代表（韓国シリーズ優勝）・サムスン・ライオンズ
  - 監督：宣銅烈
  - コーチ：金平鎬、梁日煥、朴興植、柳仲逸、姜盛友
  - 投手：任洞珪、蔡亨直、田炳浩、鄭弘埈、吳昇桓、姜永植、林昌勇、ジェイミー・ブラウン、ティム・ハリッカラ、權五俊、權弈
  - 捕手：李正植、陳甲龍、孫承鉉
  - 内野手：金翰秀、金在杰、朴鎮萬、朴廷煥、姜明求、梁埈赫、朴種皓、趙東贊
  - 外野手：金鍾勳、沈正洙、朴漢伊、趙煐勲、金大益、金昌熙
- チャイニーズタイペイ（台湾）代表（台湾シリーズ優勝）・La Newベアーズ
  - 監督：洪一中
  - コーチ：林振賢、呂明賜、蔡昱詳、蔡榮宗、廖剛池、陳該發、羅絜
  - 投手：梁如豪、許志昌、トニー・フィオーレ、黃俊中、李風華、許志華、呉偲佑、ケニー・レイボーン、ラモン・モレル、徐余偉、蔡英峰、許文雄
  - 捕手：劉家豪、許傳誠、陳峰民
  - 内野手：王志榮、石志偉、蔣智聰、林智勝、潘忠韋、黃小偉
  - 外野手：余進德、呂俊雄、張民諺、黄龍義、蔡建偉、陳金鋒、曾豪駒
- 中国代表・チャイナスターズ
  - 監督：ジム・ラフィーバー
  - コーチ：ブルース・ハースト、易勝、賴國鈞、羅衛軍、張健
  - 投手：陳海峰、趙全勝、呂建剛、李宏瑞、陳瑋、張力、郭有華、陳坤、祝萬雲、黃權、陳俊毅、張萬軍、卜濤、賴國鈞
  - 捕手：張振旺、李濤、王偉
  - 内野手：張玉峰、劉廣標、侯鳳連、孫煒、潘文彬、劉福斌
  - 外野手：馮飛、李磊、楊碩、張洪波
  - 中国代表は前回と同様、リーグ選抜によるチャイナスターズ。なお、中国シリーズの優勝チームは天津ライオンズ。

## 試合結果

### 予選リーグ
第1日（11月9日）から第3日（11月11日）の3日間で争われた予選リーグは、北海道日本ハムファイターズがGame 4でLa Newベアーズの先発レイボーンに苦しめられながらも終盤で逆転勝ちし、2連勝で決勝進出を決めた。前年と同様、全勝で勝ち抜けた日本代表への挑戦者決定戦となった最終戦のGame 6（韓国代表対チャイニーズタイペイ代表）では、La Newベアーズが僅差でサムスン・ライオンズに勝利した。
| 順位 | 名称                       | 北海道日本ハムファイターズ | La Newベアーズ | サムスン・ライオンズ | チャイナスターズ | 勝 | 分 | 負 | 得 | 失 |
| ---- | -------------------------- | -------------------------- | -------------- | -------------------- | ---------------- | -- | -- | -- | -- | -- |
| 1    | 北海道日本ハムファイターズ | -                          | ○2-1           | ○7-1                 | ○6-1             | 3  | 0  | 0  | 15 | 3  |
| 2    | La Newベアーズ             | ●1-2                       | -              | ○3-2                 | ○12-2            | 2  | 0  | 1  | 16 | 6  |
| 3    | サムスン・ライオンズ       | ●1-7                       | ●2-3           | -                    | ○13-1            | 1  | 0  | 2  | 16 | 11 |
| 4    | チャイナスターズ           | ●1-6                       | ●2-12          | ●1-13                | -                | 0  | 0  | 3  | 4  | 31 |

※緑枠が決勝進出

#### Game 1（第1日）
- 試合日：11月9日
- 試合開始：12時05分（日本標準時による現地時間・以下同じ）
- 試合時間：2時間37分
- 入場者数：2,127人

|                  | 1 | 2 | 3 | 4 | 5 | 6 | 7 | 8 | R  | H  | E |
| ---------------- | - | - | - | - | - | - | - | - | -- | -- | - |
| La Newベアーズ   | 0 | 0 | 1 | 0 | 9 | 0 | 0 | 2 | 12 | 18 | 1 |
| チャイナスターズ | 0 | 0 | 0 | 2 | 0 | 0 | 0 | 0 | 2  | 8  | 2 |

1. （大会規定により8回コールドゲーム）
2. 勝利：トニー・フィオーレ（1勝）
3. 敗戦：陳海峰（1敗）
4. 本塁打
LNB：陳金鋒1号満塁（5回、卜涛）、2号2ラン（8回、黄権）、陳峰民1号3ラン（5回、卜涛）

#### Game 2（第1日）
- 試合日：11月9日
- 試合開始：18時03分
- 試合時間：3時間14分
- 入場者数：15,147人

|                            | 1 | 2 | 3 | 4 | 5 | 6 | 7 | 8 | 9 | R | H  | E |
| -------------------------- | - | - | - | - | - | - | - | - | - | - | -- | - |
| 北海道日本ハムファイターズ | 0 | 0 | 0 | 1 | 0 | 4 | 0 | 0 | 2 | 7 | 10 | 1 |
| サムスン・ライオンズ       | 0 | 0 | 0 | 1 | 0 | 0 | 0 | 0 | 0 | 1 | 3  | 0 |

1. 勝利：押本健彦（1勝）
2. 敗戦：任洞珪（1敗）
3. 本塁打
日：稲葉篤紀1号ソロ（4回、任洞珪）

- 大沢啓二（元日本ハムファイターズ監督、現プロ野球OBクラブ会長）が始球式を行った。

#### Game 3（第2日）
- 試合日：11月10日
- 試合開始：12時31分
- 試合時間：2時間27分
- 入場者数：2,024人

|                      | 1 | 2 | 3 | 4 | 5  | 6 | 7 | R  | H  | E |
| -------------------- | - | - | - | - | -- | - | - | -- | -- | - |
| チャイナスターズ     | 0 | 0 | 0 | 0 | 0  | 1 | 0 | 1  | 4  | 3 |
| サムスン・ライオンズ | 0 | 0 | 0 | 2 | 10 | 1 | X | 13 | 15 | 1 |

1. （大会規定により7回コールドゲーム）
2. 勝利：田炳浩（1勝）
3. 敗戦：郭有華（1敗）

#### Game 4（第2日）
- 試合日：11月10日
- 試合開始：18時36分
- 試合時間：2時間43分
- 入場者数：11,038人

|                            | 1 | 2 | 3 | 4 | 5 | 6 | 7 | 8 | 9 | R | H | E |
| -------------------------- | - | - | - | - | - | - | - | - | - | - | - | - |
| 北海道日本ハムファイターズ | 0 | 0 | 0 | 0 | 0 | 0 | 0 | 2 | 0 | 2 | 5 | 0 |
| La Newベアーズ             | 0 | 0 | 0 | 0 | 1 | 0 | 0 | 0 | 0 | 1 | 4 | 0 |

1. 勝利：武田勝（1勝）
2. セーブ：MICHEAL（1セーブ）
3. 敗戦：ラモン・モレル（1敗）
4. 本塁打
LNB：曾豪駒1号ソロ（5回、武田勝）

- ヴィック・チョウ（台湾男性アイドルグループ・F4メンバー）が始球式を行った。

#### Game 5（第3日）
- 試合日：11月11日
- 試合開始：13時05分
- 試合時間：2時間46分
- 入場者数：12,337人

|                            | 1 | 2 | 3 | 4 | 5 | 6 | 7 | 8 | 9 | R | H  | E |
| -------------------------- | - | - | - | - | - | - | - | - | - | - | -- | - |
| チャイナスターズ           | 0 | 0 | 0 | 0 | 0 | 0 | 0 | 0 | 1 | 1 | 9  | 1 |
| 北海道日本ハムファイターズ | 2 | 1 | 2 | 0 | 1 | 0 | 0 | 0 | X | 6 | 13 | 0 |

1. 勝利：金村曉（1勝）
2. 敗戦：張力（1敗）
3. 本塁打
チ：李磊1号ソロ（9回、岡島秀樹）
日：髙橋信二1号2ラン（3回、張万軍）

#### Game 6（第3日）
- 試合日：11月11日
- 試合開始：19時02分
- 試合時間：2時間57分
- 入場者数：6,445人
- 最優秀選手：林智勝

|                      | 1 | 2 | 3 | 4 | 5 | 6 | 7 | 8 | 9 | R | H | E |
| -------------------- | - | - | - | - | - | - | - | - | - | - | - | - |
| サムスン・ライオンズ | 0 | 0 | 0 | 2 | 0 | 0 | 0 | 0 | 0 | 2 | 6 | 0 |
| La Newベアーズ       | 0 | 0 | 0 | 2 | 0 | 1 | 0 | 0 | X | 3 | 5 | 0 |

1. 勝利：黄俊中（1勝）
2. セーブ：ラモン・モレル（1敗1セーブ）
3. 敗戦：林昌勇（1敗）
4. 本塁打
サ：梁埈赫1号2ラン（4回、呉偲佑）
LNB：林智勝1号ソロ（6回、林昌勇）

### 決勝戦
- 試合日：11月12日
- 試合開始：18時07分
- 試合時間：2時間33分
- 入場者数：24,580人

|                            | 1 | 2 | 3 | 4 | 5 | 6 | 7 | 8 | 9 | R | H | E |
| -------------------------- | - | - | - | - | - | - | - | - | - | - | - | - |
| La Newベアーズ             | 0 | 0 | 0 | 0 | 0 | 0 | 0 | 0 | 0 | 0 | 2 | 3 |
| 北海道日本ハムファイターズ | 0 | 0 | 0 | 0 | 0 | 0 | 1 | 0 | X | 1 | 5 | 0 |

1. 勝利：ダルビッシュ有（1勝）
2. セーブ：MICHEAL（2セーブ）
3. 敗戦：トニー・フィオーレ（1勝1敗）

- 戦評
  - SHINJOが日本シリーズで現役を引退し、フェルナンド・セギノールが失効していたパスポートの更新に手間取って入国できないなど、打撃陣の中核を欠いた日本ハムはポストシーズンでエース級のピッチングを見せたダルビッシュ有に日本代表V2を託した。
  - ダルビッシュ有は序盤に5者連続三振を奪うと、4回1死1･2塁のピンチには連続三振。チャイニーズ・タイペイ初優勝を狙うLa Newも、先発の許文雄が要所を締めるピッチングで得点を許さない。投手戦となった試合を動かしたのはLa Newのミスだった。7回裏にサードのエラーで出塁した木元邦之が犠打とバッテリーミスで3塁へ進むと、鶴岡慎也のライト前へ落ちるタイムリーヒットで日本ハムが1点先制。この1点を武田久、MICHEALとつなぐシーズンどおりの投手リレーで守りきった日本ハムがアジア4ヶ国32チームの頂点に立った。日本代表がアジアシリーズで頂点に立つのは去年・2005年の千葉ロッテマリーンズに引き続き2年連続の快挙。また日本ハムは東京ドームでは本拠地移転前を含めて初優勝となった。
  - 最優秀選手（MVP）には、この試合に先発して7回0/3を被安打1、奪三振10、四死球2、無失点に抑えたダルビッシュ有が選ばれた。

## テレビ・ラジオ中継

### テレビ中継

#### 地上波
- 第1日:11月9日
  - 日本テレビ系列　19:00－20:54、最大延長30分
    - 実況：平川健太郎　解説：山本浩二、中畑清　ゲスト解説：小林雅英（千葉ロッテマリーンズ）
    - リポーター：永井公彦<STV>（日本）、田辺研一郎（韓国）
- 第2日:11月10日
  - TBS系列　18:55－20:54
    - 実況：椎野茂　解説：田淵幸一、牛島和彦　ゲスト解説:渡辺久信（西武ライオンズ二軍監督）　
    - ゲスト：ヴィック・チョウ（台湾のタレント、アイドルグループF4のメンバー）　
    - リポーター：岩本勉<HBC野球解説者>（日本）、戸崎貴広（台湾）
- 第3日:11月11日
  - テレビ朝日系列　12:59－15:25、最大延長30分
    - 実況：清水俊輔　解説：東尾修、栗山英樹、大塚光二　ゲスト解説：小宮山悟（ロッテ）
    - リポーター：林和人<HTB>（日本）、中山貴雄（中国）
- 決勝戦:11月12日
  - テレビ朝日系列　18:00－20:54、試合終了まで放送
    - 実況：清水俊輔　解説：東尾修、栗山英樹、大塚光二　
    - ゲスト解説：小宮山悟（ロッテ）、宮本慎也（東京ヤクルトスワローズ）
    - リポーター：谷口直樹<HTB>（日本）、中山貴雄（台湾）

#### CS放送
全試合をJ sports Plusにて生中継した。
- 第1日:11月9日
  - 第1試合　ゲスト:竹清剛治、解説:内藤尚行、実況:加藤暁、リポーター:谷口広明
  - 第2試合　ゲスト:木村公一、解説:斉藤明夫、実況:島村俊治、リポーター:石原敬士
- 第2日:11月10日
  - 第3試合　ゲスト:木村公一、解説:内藤尚行、実況:節丸裕一、リポーター:加藤暁
  - 第4試合　ゲスト:竹清剛治、解説:大塚光二、実況:谷口広明、リポーター:大前一樹
- 第3日:11月11日
  - 第5試合　ゲスト:竹清剛治、解説:松沼博久、実況:石原敬士、リポーター:谷口広明
  - 第6試合　ゲスト:木村公一、解説:橋本清、実況:島村俊治、リポーター:大前一樹
- 最終日:11月12日
  - 決勝戦　ゲスト:木村公一、解説:斉藤明夫、実況:大前一樹、リポーター:加藤暁

### ラジオ中継
- 決勝戦:11月12日
  - TBSラジオ、HBCラジオ（JRN）　
    - 実況：戸崎貴広　解説：田淵幸一　
    - リポーター：山内要一<HBC>（日本）、佐藤文康（台湾）
      - この日は韓国プロ野球ジャーナリストの室井昌也をゲストコメンテーターに迎える予定だったが、サムスン・ライオンズ（韓国）が決勝進出を逃したため中止となった。

  - ニッポン放送、STVラジオ（NRN）
    - 実況：師岡正雄　解説：土橋正幸　ゲストコメンテーター：AKI猪瀬（メジャーリーグアナリスト）　
    - リポーター：永井公彦<STV>